# Ťačivka
Ťačivka, česky také Ťačovec, ukrajinsky Тячівка, maďarsky Kistécső, je část města Ťačiv, v ťačivském městském společenství, v okrese Ťačiv, v Zakarpatské oblasti na Ukrajině. V roce 2025 zde žilo 1555 obyvatel.

## Historické názvy
1336 – Thechewyze, 
1410 – Techöpataka, 
1411 – Kysthechew
1930 – Ťačovec,  Kis-Técső